# Antonio d'Epiro
Antonio d'Epiro (Rogliano, XVIII secolo – prima del 1845) è stato un religioso e militare italiano. Era canonico della chiesa collegiata di Rogliano e ricoprì alcuni incarichi di primo piano nell'Esercito della Santa Fede in Nostro Signore Gesù Cristo.

## Vita
Antonio d'Epiro era nato a Rogliano dal barone Vincenzo d'Epiro e da Rosa Dusmet. La sorella della madre era Angela Dusmet, la quale era sposata con Giambattista Firrao, zio di Giovanni Firrao. Era residente ad Amantea.
Durante i fatti della Repubblica Napoletana del 1799, il canonico d'Epiro seguì il cardinale Fabrizio Ruffo e assunse dei ruoli di comando nell'Esercito della Santa Fede. In particolare, Fabrizio Ruffo lo inviò a Matera a capo di una "grossa comitiva" di sanfedisti per risposta a una richiesta di supporto inviata dagli stessi materani. Lo storico locale Vincenzo Vicenti, sulla base delle informazioni riportate da Raffaele Sarra nella sua opera La rivoluzione repubblicana del 1799 in Basilicata (1899), individuò nel canonico Antonio d'Epiro la persona che più di tutte poteva avere interesse a uccidere il ventunenne Giovanni Firrao. Infatti, durante il suo soggiorno a Matera (ospitato da Giambattista Firrao) insieme all'esercito sanfedista, chiese la mano a nome di suo fratello Muzio d'Epiro alla cugina Maria Antonia, figlia di Giambattista, ma la sua proposta fu rifiutata dal momento che la sua mano era già stata richiesta dal cugino Giovanni Firrao. Pertanto, durante la presa di Altamura, lo storico Vicenti ipotizza che il canonico d'Epiro abbia fatto cercare il ragazzo dai suoi schierani sapendo che si era rifugiato ad Altamura e lo abbia fatto uccidere.
Il racconto dell'Anonimo altamurano, una delle fonti della Rivoluzione altamurana (1799), riporta che il canonico d'Epiro, durante la sua permanenza ad Altamura, era armato fino ai denti al pari dei suoi schierani nonostante fosse un uomo di chiesa:
(Vicenti1973, p. 120)
Domenico Sacchinelli nelle sue Memorie lo chiama col titolo di barone nonché coi gradi di tenente colonnello e racconta anche che, nella notte antecedente all'entrata in Altamura, d'Epiro ebbe da Ruffo l'ordine di disporsi con alcuni uomini dalla parte di Porta Matera (pur sempre in vista di Altamura) e di accendere dei fuochi in direzione opposta a quella dell'esercito sanfedista, disposti in modo tale che si desse l'impressione che ci fosse un altro esercito. Come raccontato da Luca de Samuele Cagnazzi nella sua autobiografia, il canonico d'Epiro fornì a Cagnazzi, al costo di trenta ducati, un biglietto di passo per la Calabria.
Lo stesso canonico d'Epiro risulta essere occupato anche nel 1806-1807 negli sforzi di riconquista del regno; infatti, "vantò per lo spazio quasi di un anno un piedilista di 12 mila volontarj, che faceva credere esser pronti a qualunque sua chiamata; ma nei fatti non se ne trovò uno del pari che si fece da qualche altro".

## Onorificenze
- Cavaliere di grazia (1800) del Regno di Napoli[8]